# Poecilostreptus
Poecilostreptus es un género de aves paseriformes perteneciente a la familia Thraupidae, que agrupa apenas dos especies nativas de la América tropical (Neotrópico), donde se distribuyen de forma disjunta en el sur de México y Guatemala, y en el este de Panamá y noroeste de América del Sur, a occidente de los Andes, hasta el noroeste de Ecuador. Estas especies formaban parte hasta recientemente de un amplio género Tangara, de donde fueron separadas en el presente nuevo género descrito en 2016. A sus miembros se les conoce por el nombre común de tangaras.

## Etimología
El nombre genérico masculino Poecilostreptus se compone de la palabras griegas «ποικίλος poikilos»: punteado, moteado, y «στρεπτός streptos»: collar; en referencia al patrón de motas negras a lo ancho del pecho blanco característico de las especies.

## Características
Las aves de este género son dos tangaras de tamaño pequeño a mediano, miden entre 14 y 15 cm de longitud, de coloración general blanco grisáceo, con el dorso verde opalecente, con motas negras en el pecho y pezcuezo y una pequeña máscara negra alrededor de los ojos y frente. La especie P. cabanisi tiene las alas y cola de color azul y el moteado se extiende por el dorso. Habitan en el dosel y en los bordes de selvas húmedas de estribaciones montañosas.

## Taxonomía
Varios estudios filogenéticos recientes demostraron que el género Thraupis estaba embutido dentro del entonces ampliamente definido género Tangara que de esa forma sería polifilético. Las opciones existentes eran: mantener Thraupis y dividir Tangara en otros géneros; o incluir las especies de Thraupis en un Tangara más ampliamente definido de lo que ya era. Para las especies entonces denominadas Tangara palmeri y T. cabanisi, que quedaban aisladas de las llamadas «tangaras verdaderas», Burns et al. (2016) propusieron  un nuevo género Poecilostreptus, con Calospiza palmeri (atual T. palmeri) como especie tipo. El Comité de Clasificación de Sudamérica (SACC), en la propuesta N° 730 parte 20 optó por la primera alternativa, en lo que fue seguido por el Congreso Ornitológico Internacional (IOC) y Clements checklist/eBird. Otras clasificaciones como Aves del Mundo (HBW) y Birdlife International (BLI) optaron por sinonimizar Thraupis con Tangara, con lo cual las dos especies aquí contenidas conservan su nombre anterior.
Los amplios estudios filogenéticos recientes demuestran que el presente género es pariente próximo por un lado de un clado formado por Thraupis y Chalcothraupis, y por el otro de Stilpnia, todos en una subfamilia Thraupinae.

## Lista de especies
Según las clasificaciones del Congreso Ornitológico Internacional (IOC) y Clements Checklist v.2019, el género agrupa a las siguientes especies con el respectivo nombre popular de acuerdo con la Sociedad Española de Ornitología (SEO):
| Imagen | Nombre científico        | Autor                | Nombre común       | EC (*) |
| ------ | ------------------------ | -------------------- | ------------------ | ------ |
|        | Poecilostreptus cabanisi | (P.L. Sclater), 1868 | tangara chiapaneca | VU     |
|        | Poecilostreptus palmeri  | (Hellmayr), 1909     | tangara grisdorada | LC     |

(*) Estado de conservación